# Pterodactyliformes
De Pterodactyliformes zijn een groep van uitgestorven pterosauriërs, behorend tot de Monofenestrata.
In 2014 begreep Brian Andres dat er een zustergroep moest zijn van de Darwinoptera binnen de Monofenestrata. In het kader van het verschaffen van een de Pterosauria volledig dekkende nomenclatuur besloot hij die te benoemen als de Pterodactyliformes. De naam verwijst naar de Pterodactyloidea, een belangrijke deelgroep.
De klade Pterodactyliformes werd gedefinieerd als de groep omvattende Pterodactylus antiquus Soemmerring 1812 en alle soorten nauwer verwant aan Pterodactylus dan aan Darwinopterus modularis Lü et alii 2010.
De Pterodactyliformes ontstonden vermoedelijk in het Vroeg-Jura. Ze stierven uit aan het eind van het Krijt en daarmee de pterosauriërs als geheel want vermoedelijk waren sinds het eind van het Vroeg-Krijt alle pterosauriërs pterodactyloformen.
De Pterodactyliformes zijn verdeeld in Changchengopterus en de Caelidracones.